# Jack Leslie
Pour les articles homonymes, voir Leslie.
John Francis Leslie (né le 17 août 1901 à Londres et mort en novembre 1988 à Gravesend) était un footballeur anglais des années 1920 et 1930.

## Biographie
Jack Leslie est né à Canning Town (Londres), et joua dans le club local de Barking Town, avant de rejoindre Plymouth Argyle en 1921. Il inscrivit, en tant qu'attaquant, en 384 matchs, 132 buts en treize saisons, en troisième puis en deuxième division dès 1930. Il arrêta sa carrière en 1935. Avec Plymouth, il remporta le championnat d'Angleterre D3-Sud en 1930. 
Pour son efficacité devant le but, il reçut une convocation en équipe d'Angleterre de football, mais les dirigeants de la fédération l'annulent car ils ont réalisé que le joueur convoqué était « a man of colour » (une personne de couleur) .

## Clubs
- 1921–1935 :  Plymouth Argyle FC

## Palmarès
- Championnat d'Angleterre D3-Sud
  - Champion en 1930